# いじってプリンセス〜もう!またこんなところで〜
『いじってプリンセス〜もう!またこんなところで〜』は、2004年7月23日にビタミンより発売された18禁（ソフ倫審査）恋愛アドベンチャーゲームソフトである。略称は「いじプリ」。

## ストーリー
強大な軍事力を背景に現王一代で大陸一の国家となったサプル王国。王国の王子であるアル＝サプルは、ある日突然父王に呼び出され、近隣国の3人のプリンセスの中から妃を選ぶよう命じられる。すでに3人は城に呼び寄せてあり、2週間後に妃披露の祝宴をおこなうことまで決められていたのだ。戸惑いながらも、妃選びのために親交を深めるという名目で日々プリンセスたちと体を重ねるうち、いつしか王子とプリンセスたちとの間には本当の愛が深まっていくのであった。

## ゲームの流れ
1日の行動は、その日のパートナー選び → 会話パート → いじりパート（Hパート）の順で流れていく。
主人公は毎朝、3人のプリンセスの中からその日の行動を共にするパートナーを選択、会話パートの中での選択肢にすべて正解した場合のみ、その相手とのいじりパートに進行できる。なお、会話パートの選択肢が不正解であった場合でも、メイドのニーナとのいじりパートが楽しめるようになっている。
いじりパートにおいても愛撫や行為についての選択肢があり、どの選択肢を選ぶかによって多彩なHが楽しめるようになっている。和姦主体のコメディ系作品にはめずらしく触手姦やスカトロ系のシーンも用意されている。またサブタイトルにもあるように、城内のさまざまな場所（サロン、廊下、バルコニー、庭、謁見の間など）でのHシーンがあることも本作の大きな特徴である。
原則として、2週間で最も多くHしたプリンセスを、妃として娶ることになる（アイリエンド、かぐやエンド、シャルロットエンド）。ただしある条件をみたすと、3人共を妃として娶ることもできる（ハーレムエンド＝トゥルーエンド）。なお、逆に一定条件を満たされない場合、メイドのニーナを娶ることとなる（ニーナエンド）。

## 登場人物
アル＝サプル
声 - なし
本作の主人公。軍事力を背景に領土を広げてきた父王に似ず、基本的に戦いを好まない。朝起きたときには必ず体操するのが習慣。
アイリ
声 - みすみ
妃候補の一人。サプル王国のプリンセスだが、養女であり、父王や主人公と血縁はない。主人公とは幼いころから兄妹同然に育てられ、主人公を兄としてずっと慕ってきたため、妃候補となったことにやや戸惑いを感じている。楚々とした可憐な外見と、素直で優しい性格のため、国民からの人気が非常に高く、その人気は王や王子の比ではない。また、治癒魔法の使い手でもある。
一人称はアイリ。主人公のことはお兄様と呼ぶ。
かぐや
声 - まりもりん
妃候補の一人。遥か東方にある経済大国のプリンセス。治癒や除霊の能力を持つ巫女であり、また動物と会話することができる。普段はおっとりしている天然ボケ系だが、物事をズバッという一面もある。また思い込みが激しく、一旦思い込むと日頃のトロンとした動きからは想像つかないほどアグレッシブになるときもある。
一人称はわたくし。主人公のことはあなたさまと呼ぶ。
シャルロット
声 - 金田めい
妃候補の一人。武力に秀でた国ガルランディアのプリンセスで、祖国では自ら「姫将軍」として一軍を率いていた。非常に優れた剣技を持ち、並みの男性兵士では太刀打ちできない。本人もそのことを非常に誇りに思っており、サプル王国に滞在中も日々の鍛錬はけして怠らない。そのためか、剣術の訓練をしようとしない主人公を、軟弱者としてひどく軽蔑している。その上、国許に婚約者がいるにもかかわらず、半強制的に妃候補として連れて来られたため、当初は主人公に殺意に近い感情を抱いている。
一人称は私（わたし）。主人公のことはお前もしくは貴様と呼ぶ。
ニーナ
声 - 森藍子
主人公つきのメイド。実はとある貧しい国のプリンセスなのだが、サプル王国に攻め滅ぼされた上、多額の借金を負わされたため、そのかたにメイドとして働いている。そんな辛い境遇に反して、性格は非常に明るく、常にポジティブシンキング。主人公に対して、主従関係とは思えないほど軽い口調で話すが、その実は非常に大事に思っており、妃選びに当たって女性経験のない主人公のために、自身の処女を進んで差し出すほどである。
一人称はニーナ。主人公のことは王子様と呼ぶ。
サプル王（王様）
声 - どてら4号
サプル王国の国王で、主人公の父。普段は重厚で威厳のある話し方をするが、実は短気でキレやすく、いったんキレると声が甲高く裏返ってキャラが変わってしまう。戦いを好まず頼りない息子を不甲斐なく思っており、半ば強制的に妃を選び娶らせることで、王子の優柔不断を矯正し、後継者として自覚させようと画策する。
公式サイトには、攻略対象キャラクターの壁紙やWindows用のシステムボイスが無料配布されているが、何故か彼のシステムボイスも配布されている（流石に壁紙は無い）。また声優トークにも参加している。

## スタッフ
- 監督：くるぶし
- シナリオ：清瀬源五郎、慈恩大、ピーナツ太郎
- 原画：坂下吹雪
- 音楽
  - OP：『いじいじ♡Love Me Tonight』
  - ED：『いつかめぐり逢えるひと』
    - 作詞・作曲：あるるかん
    - 歌：安藤夏

## シリーズ作品

### いじってプリンセスシリーズ
本作と直接繋がっている作品群。
1. もっといじってプリンセス 〜もう!またこんなところで2〜
2. いじってプリンセスafter
3. いじってプリンセス外伝 シャルロット受難
4. もっといじってプリンセスなの!
5. どうして?いじってプリンセス Final Road 〜もう!またこんなところで3〜

### 新世紀いじってプリンセスシリーズ
サプル王国が消滅して久しい時代を舞台にした新シリーズ。主人公は前シリーズの主人公の子孫で、王家再興を目指す。
1. 新世紀いじってプリンセス 〜もう!またそんなことまで〜
2. 新世紀いじってプリンセスNEXT 〜鬼（なまいき）姫ビィ登場!〜
3. 新世紀いじってプリンセスNEXT2 〜くノ一姫カスミ参上!〜
4. 新世紀いじってプリンセスNEXT3 〜魔族姫ラビス降臨!〜
5. 新世紀いじってプリンセスNEXT4 〜超（スーパー）メイドマリー推参!?〜

### その他
今日からプリンス!
サプル王国が舞台で前2作との時間軸は公式に明言されてはいないが、登場人物の会話から新世紀いじってプリンセスシリーズの10代後の王が治めるサプル王国だと思われる。